# Paul Rebeyrolle
Paul Rebeyrolle (* 3. November 1926 in Eymoutiers nahe Limoges; † 7. Februar 2005 in Boudreville, Burgund) war ein französischer Maler.
Rebeyrolle malte abstrakte Figuren und war nach Urteilen von Fachleuten ein sehr bedeutender Naturalist seiner Zeitepoche. Seine Werke galten als Ausdruck seiner Wut gegen jede Art von Unterdrückung.
Eines seiner bekanntesten Gemälde ist „Das Blut der Vögel“. Im Jahr 1959 war Paul Rebeyrolle Teilnehmer der documenta II in Kassel.
Er starb im Alter von 78 Jahren in Boudreville in Burgund.

## Posthum erste Einzelausstellung in Deutschland in der kunst galerie fürth
Vom 15. September bis zum 29. Oktober 2006 zeigte die kunst galerie fürth eine Auswahl von Gemälden von Paul Rebeyrolle aus verschiedenen französischen Privatsammlungen. Das Motto der Ausstellung: „Paul Rebeyrolle - Malerei der großen Gefühle“ wurde inspiriert von J. P. Sartres Katalogtext zu Rebeyrolles Ausstellung „Coexistences“ von 1970. Bis in die späten 1990er Jahre hinein war Paul Rebeyrolle ein bedeutender französischer Vertreter engagierter Kunst, der sich in Bilderserien, oft überdimensionalen Assemblagen, äußerte. Manche Titel weisen höchst eindeutig auf die Themen hin: Guerilleros, Stillleben und Macht, Monetarismus - Malerei, die der Barbarei Widerstand leisten wollte, und die in ihrer Wucht mit der seines Zeitgenossen Francis Bacon verglichen wurde. Doch interessierte ihn auch die lyrische Qualität der Farbe, er fügte seinem naturalistischen Stil stets nichtillustrative Elemente zu. Neben den politischen Motiven gibt es eine reiche Auswahl von Bildern von Tieren, Einzelfiguren und Ähnliches, aber auch dreidimensionale Werke.
Zur Ausstellung ist ein zweisprachiger Katalog mit zehn farbigen Abbildungen und einem bis dato unveröffentlichten Porträtfoto erschienen.